# 4-ميثيل البيريدين
4-ميثيل البيريدين (كما يعرف بالاسم الشائع 4-بيكولين) هو مركب كيميائي عضوي له الصيغة C6H7N، ويوجد على شكل سائل عديم اللون.

## التحضير
يستحصل 4-ميثيل البيريدين من قطران الفحم؛ كما يمكن أن تتم عملية التحضير صناعياً من تفاعل تكاثف بين الأسيتالدهيد والأمونياك بوجود حفاز أكسيدي.

## الخواص
يوجد المركب في الشروط القياسية على شكل سائل عديم اللون، قابل للامتزاج مع الماء. للمركب خواص قاعدية ضعيفة، كما أن الحمض المرافق وهو أيون 4-ميثيل البيريدينيوم له قيمة ثابت تفكك حمض pKa تبلغ 5.98، وهي أعلى بمقدار 0.7 من البيريدين نفسه.

## الاستخدامات
يستخدم 4-ميثيل البيريدين كمركب طليعي في تحضير عدد من المركبات الأخرى ذات الأهمية الصناعية التطبيقية، مثل آيزونيازيد وميلرينون Milrinone وتيروفيبان.

## اقرأ أيضاً
- 2-ميثيل البيريدين
- 3-ميثيل البيريدين